# Lei da Proscrição

“MINISTERIO DO INTERIOR
Direcção Geral de Administração Política e Civil
1.ª Repartição
O Governo Provisorio da Republica Portuguesa faz saber que, em nome da Republica, se decretou, para valer como lei, o seguinte:
Artigo 1.º É declarada proscrita para sempre a familia de Bragança, que constitue a dynastia deposta pela Revolução de 5 de outubro de 1910.
Art. 2.º Ficam incluidos expressamente na proscrição os ascendentes, descendentes e collateraes até ao quarto grau do ex-chefe do Estado.
Art. 3.º É expressamente mantida a proscrição do ramo da mesma família banido pelo mesmo regime constitucional representativo.
Art. 4.º No caso de contravenção do artigo 1.º, incorrerão os membros da familia proscrita na pena de expulsão do territorio da Republica e, na hypothese da reincidencia, serão detidos e relegados nos tribunaes ordinarios.
Art. 5.º O Governo da Republica regulará opportunamente a situação material da familia real exilada, respeitando os sêus direitos legitimos.
Os Ministros de todas as Repartições o façam imprimir, publicar e correr. Dado nos Paços do Governo da Republica, aos 15 de outubro de 1910.
= Joaquim Theophilo Braga = Antonio José de Almeida = José Relvas = Affonso Costa = Antonio Xavier Correia Barreto = Amaro Justiniano de Azevedo Gomes = Bernardino Luis Machado Guimarães = António Luis Gomes.”

— Diário do Governo, n.º 11/1910, Série I de 18 de Outubro de 1910.
A Lei de Proscrição é uma lei que a República Portuguesa, através do seu recente regime republicano em oposição ao monárquico, fez sair em decreto de 15 de Outubro de 1910 em que declarava proscrita a família da dinastia de Bragança, que constituía a dinastia deposta pela Revolução de 5 de Outubro de 1910, expulsando-a, para sempre, do território de Portugal .
Nela estavam não só incluídos os seus representantes, mas também os ascendentes, descendentes e colaterais até o quarto grau do rei D. Manuel II.
Na altura foi assinada por Teófilo Braga, António José de Almeida, José Relvas, Afonso Costa, António Xavier Correia Barreto, Amaro Justiniano de Azevedo Gomes, Bernardino Machado e António Luís Gomes.

## Revogação

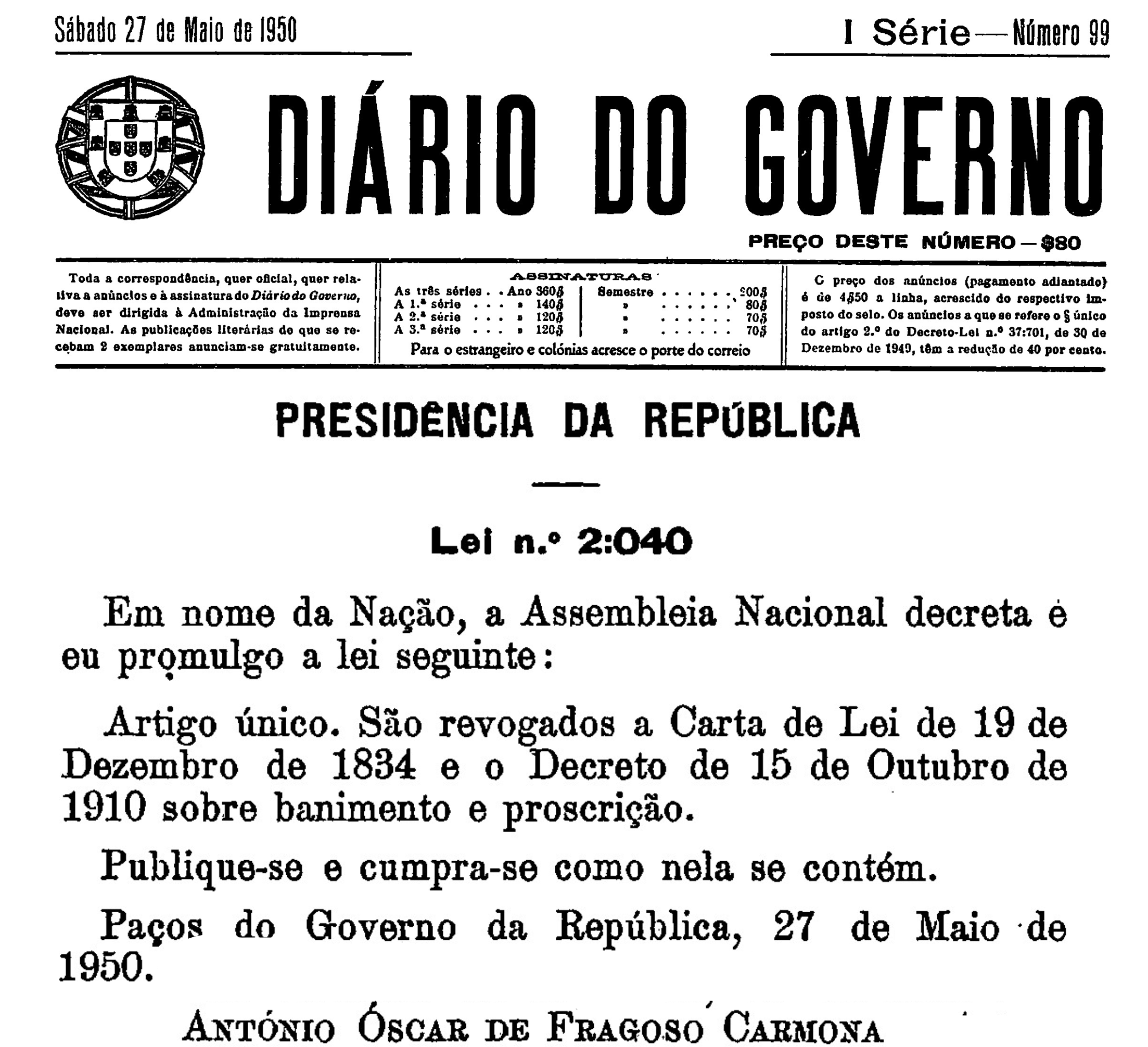
Lei da revogação em 27 de maio de 1950.

Mais tarde, pela Lei n.º 2040, de 27 de Maio de 1950, a Assembleia Nacional revoga e anula esta lei e os descendentes dos vários ramos da família real portuguesa puderam regressar a Portugal. Nesse momento, quem assinou a anulação da lei foi o Presidente da República, António Óscar Carmona, e o presidente do Conselho, António de Oliveira Salazar.

## Ligações exteriores
- Lei de Proscrição, Decretos com força de lei, de 15 de Outubro de 1910